# June 1, 1974
June 1, 1974 je společné koncertní album hudebníků Kevina Ayerse, Johna Calea, Briana Ena a Nico, vydané v roce 1974 u vydavatelství Island Records. Nahráno bylo 1. června 1974 v londýnském sále Rainbow Theatre. Každý ze čtvřice hlavních účinkujících zde odehrál set vlastních skladeb; na finálním albu byl nejvíce písněmi (5) zastoupen Ayers, dvěma Eno a po jedné Cale a Nico. Během koncertu bylo nahráno více písní, ale některé z nich na albu nevyšly. Jde o Ayersovu „I've Got a Hard-On for You Baby“, Caleovy „Buffalo Ballet“ a „Gun“ a „Janitor of Lunacy“ a „Deutschland Über Alles“ od Nico. S myšlenkou uspořádat koncert Richard Williams, který pracoval jako A&R pro společnost Island Records. Vedle čtyř hlavních hudebníků zde coby doprovodní hudebníci vystupovali například Mike Oldfield a Robert Wyatt.

## Seznam skladeb
| Strana A (LP) | Strana A (LP)        | Strana A (LP)                                            | Strana A (LP)                 | Strana A (LP) |
| Pořadí        | Název                | Autor                                                    | Původní album                 | Délka         |
| ------------- | -------------------- | -------------------------------------------------------- | ----------------------------- | ------------- |
| 1.            | Driving Me Backwards | Brian Eno                                                | Here Come the Warm Jets (Eno) | 6:07          |
| 2.            | Baby's on Fire       | Eno                                                      | Here Come the Warm Jets (Eno) | 3:52          |
| 3.            | Heartbreak Hotel     | Mae Boren Axton, Tommy Durden, Elvis Presley             | Slow Dazzle (Cale)            | 5:19          |
| 4.            | The End              | John Densmore, Robby Krieger, Ray Manzarek, Jim Morrison | The End... (Nico)             | 9:14          |

| Strana B (LP)  | Strana B (LP)                                             | Strana B (LP)  | Strana B (LP)                                          | Strana B (LP) |
| Pořadí         | Název                                                     | Autor          | Původní album                                          | Délka         |
| -------------- | --------------------------------------------------------- | -------------- | ------------------------------------------------------ | ------------- |
| 1.             | May I?                                                    | Kevin Ayers    | Shooting at the Moon (Ayers)                           | 5:30          |
| 2.             | Shouting in a Bucket Blues                                | Ayers          | Bananamour (Ayers)                                     | 5:07          |
| 3.             | Stranger in Blue Suede Shoes                              | Ayers          | Whatevershebringswesing (Ayers)                        | 3:27          |
| 4.             | Everybody's Sometime and Some People's All the Time Blues | Ayers          | The Confessions of Dr. Dream and Other Stories (Ayers) | 4:35          |
| 5.             | Two Goes into Four                                        | Ayers          | The Confessions of Dr. Dream and Other Stories (Ayers) | 2:28          |
| Celková délka: | Celková délka:                                            | Celková délka: | Celková délka:                                         | 45:54         |

## Obsazení
Hudebníci
- Kevin Ayers – zpěv (B1-5), kytara (B1-5), baskytara (A1-2)
- Brian Eno – zpěv (A1-2), syntezátory (A1-4, B5)
- John Cale – zpěv (A3), klavír (A2), viola (A1, B5)
- Nico – zpěv (A4), harmonium (A4)
- Mike Oldfield – sólová kytara (B4), akustická kytara (B5)
- Ollie Halsall – klavír (A1), kytara (A2-3, B4), sólová kytara (B1-3), akustická kytara (B5)
- John „Rabbit“ Bundrick – varhany (A1-3 & B1-5), varhany, klavír, elektrické piano (B1-3)
- Robert Wyatt – perkuse (A1-3 B1-3 + 5)
- Doreen Chanter – doprovodné vokály (A3)
- Archie Legget – baskytara (A1-3 B1-3 + 5)
- Eddie Sparrow – bicí (A2&3 B1-3), basový buben (A1), tympány (B5)
- Liza Strike – doprovodné vokály (A3)
- Irene Chanter – doprovodné vokály (A3)

Technická podpora
- John Wood – zvukový inženýr
- Phil Ault – asistent zvukového inženýra
- Ray Doyle – asistent zvukového inženýra